# دين مورغان
دين مورغان (بالإنجليزية: Dean Morgan)‏ هو لاعب بولينغ بريطاني، ولد في 3 مارس 1970.